# Estación de Astorga-Clasificación
Astorga-Clasificación, también denominada Astorga-Oeste o Astorga-San Andrés, fue una estación de ferrocarril situada en el municipio español de Astorga, en la provincia de León. Las instalaciones formaban parte de la línea Plasencia-Astorga y coexistían junto a la estación de Astorga-Puerta de Rey, la cual concentraba el tráfico principal de la zona. En la actualidad el antiguo complejo ferroviario se encuentra abandonado y fuera de servicio.

## Situación ferroviaria
La estación formaba parte de la línea férrea de ancho ibérico Plasencia-Astorga, punto kilomérico 346,174.

## Historia

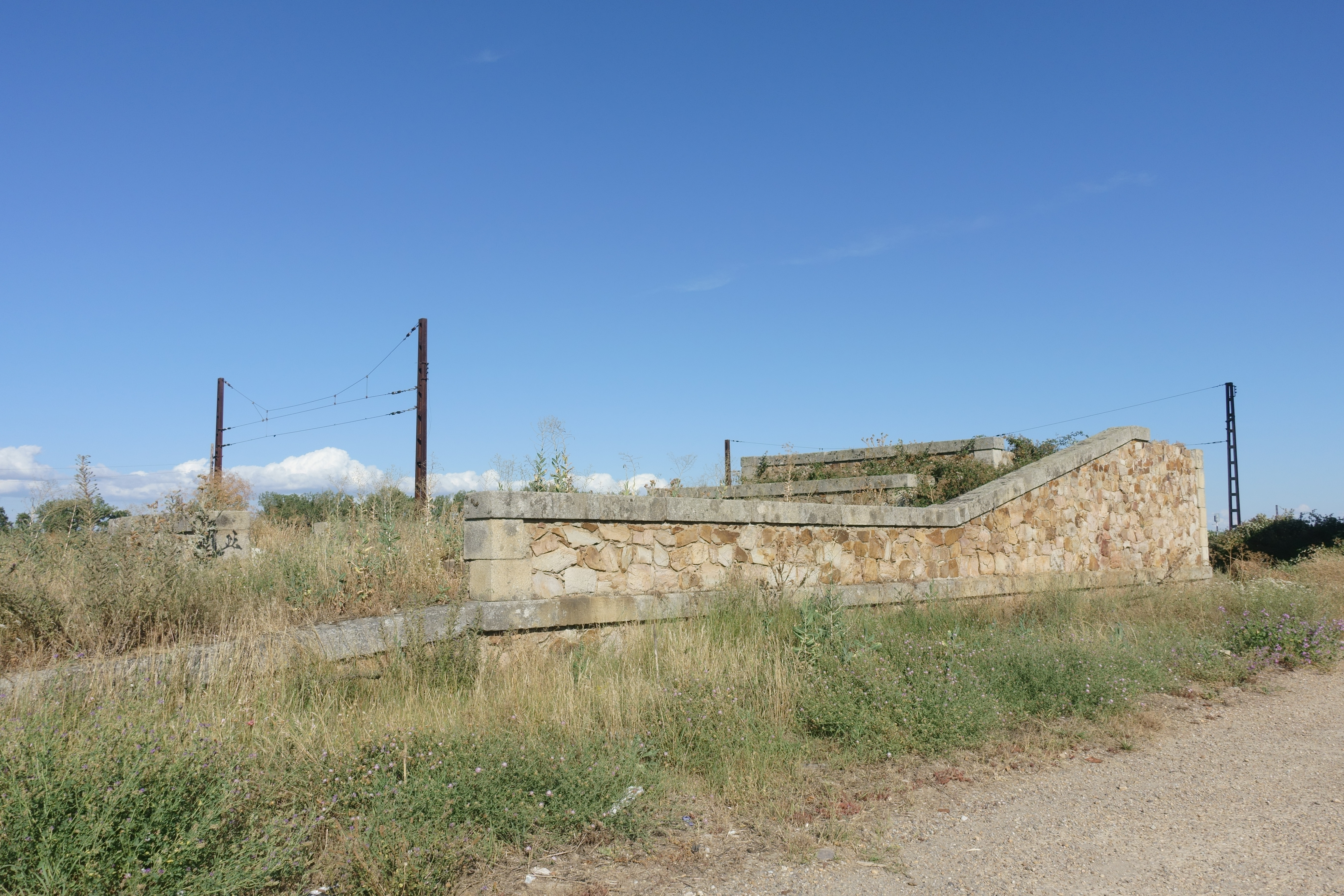
Antiguo cargadero de ganado

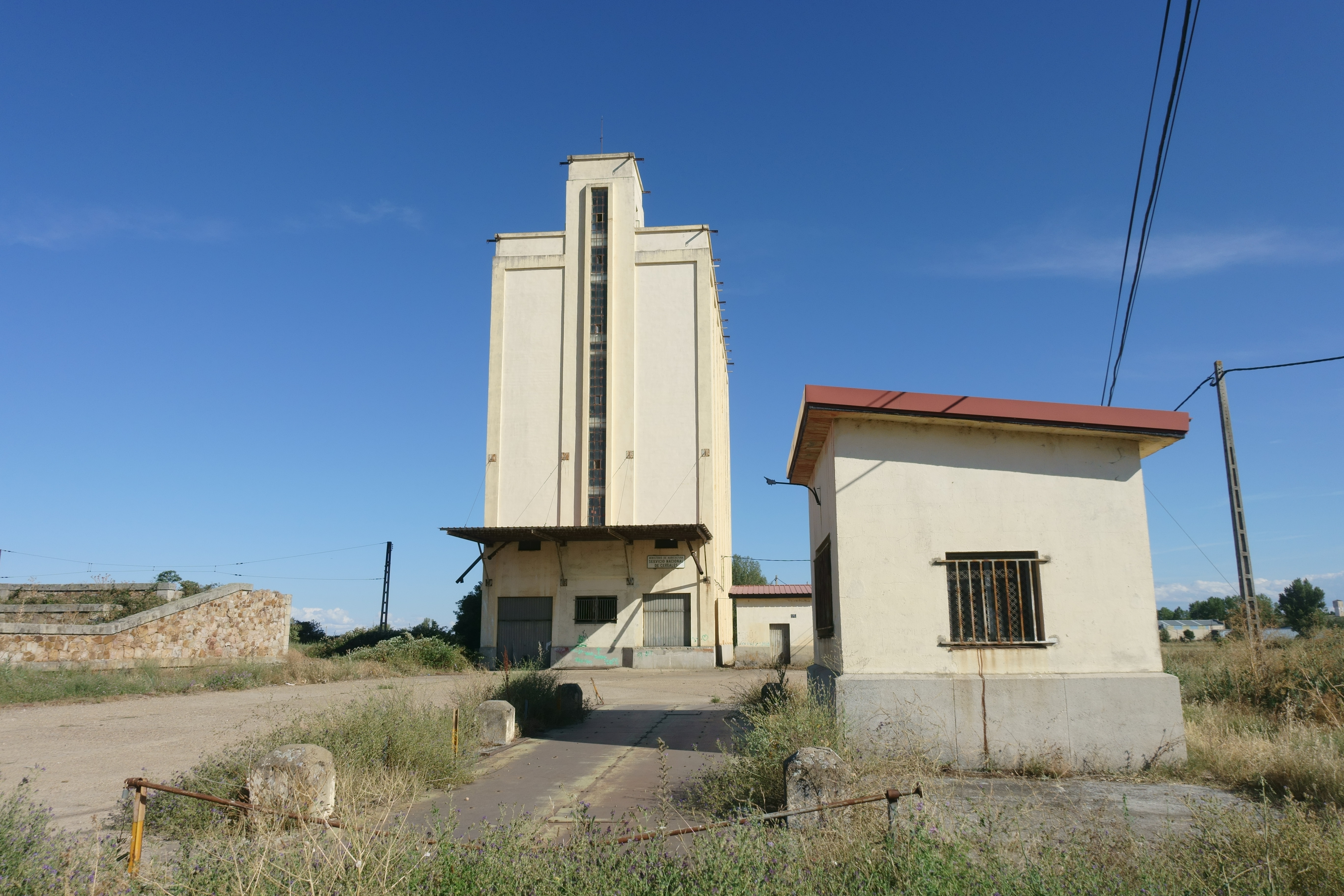
Antiguo silo de cereales

La estación entró en servicio en julio de 1896, tras completarse en esa misma fecha la construcción de la línea Plasencia-Astorga. Las obras corrieron a cargo de los Ferrocarriles del Oeste de España, si bien su gestión pasó posteriormente a la Compañía de los Ferrocarriles de Madrid a Cáceres y Portugal y Oeste de España. En el momento de su inauguración la estación se encontraba situada lindando con el arrabal de San Andrés, del cual tomaría su nombre. Constituía la última estación de la línea, disponiendo de un enlace ferroviario con la cercana estación de Astorga-Puerta de Rey de la compañía «Norte» y la línea Palencia-La Coruña.
En 1928 el Estado se incautó de varias de las líneas que operaban en el noroeste de España y las integró en la Compañía Nacional de los Ferrocarriles del Oeste, lo que incluyó a las instalaciones de Astorga. En 1941, con la nacionalización de la red ferroviaria española de ancho ibérico, la estación pasó a manos de la recién creada RENFE. La estación de Astorga-Puerta de Rey concentró el tráfico principal de viajeros, convirtiéndose las instalaciones de San Andrés en una estación de clasificación, dedicada en exclusiva al tráfico y gestión de mercancías. En sus cercanías se instaló un silo del Servicio Nacional de Cereales, mientras que RENFE llegó a electrificar el trazado.
En enero de 1985 se produjo el cierre de la línea Plasencia-Astorga al tráfico de pasajeros debido a su baja rentabilidad económica. Unos años después, en 1996, también se cerró el trazado al tráfico de mercancías, tras lo cual la estación de Astorga-Clasificación quedó virtualmente fuera de servicio. En la actualidad las instalaciones están abandonadas.